# Fosse des Aléoutiennes

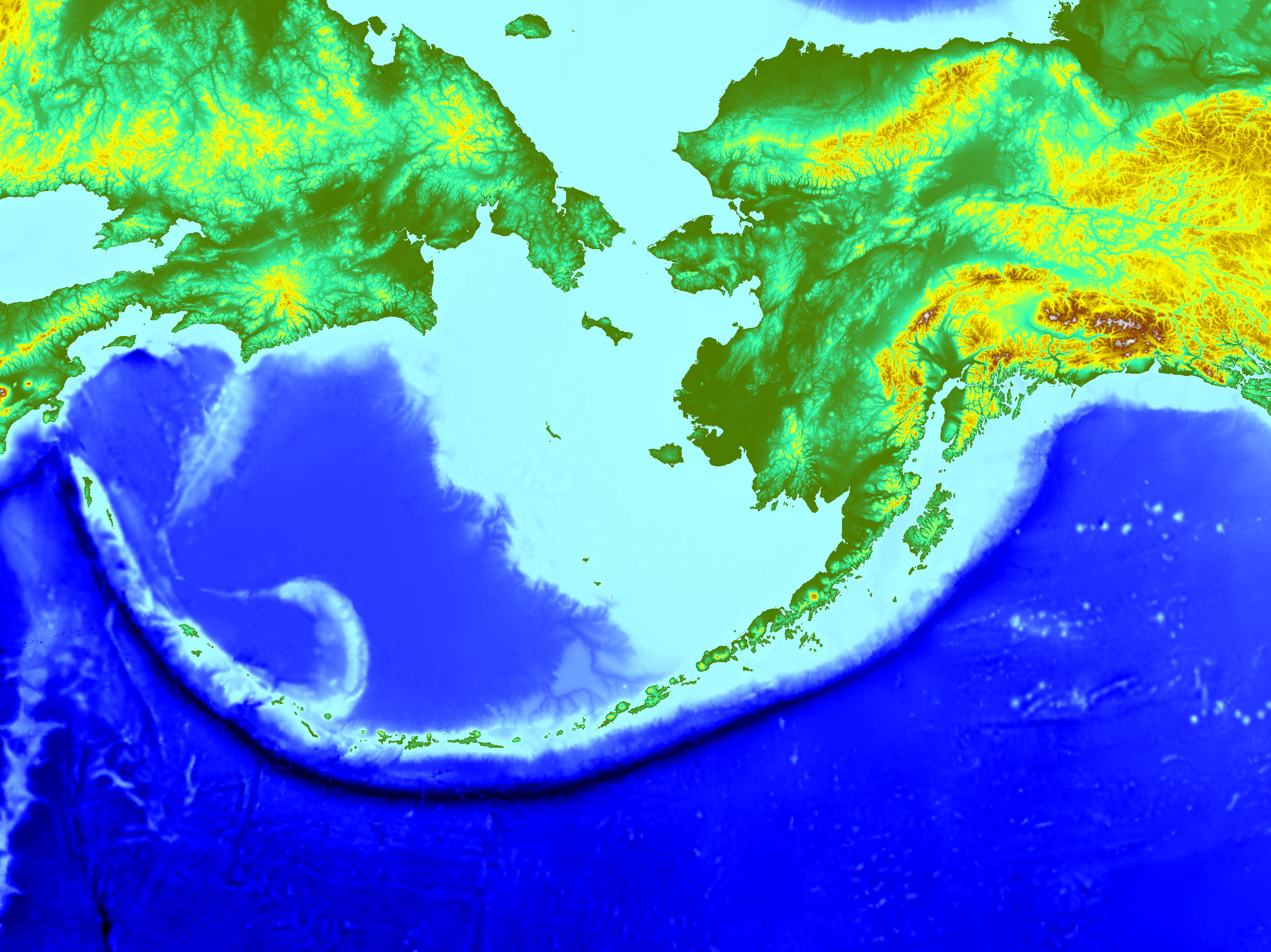
Carte de la fosse des Aléoutiennes

La fosse des Aléoutiennes est une fosse océanique de la croûte terrestre. Elle est catégorisée comme une fosse marginale à l'est mais termine un arc insulaire à l'ouest de l'Alaska. La fosse s'étend sur environ 3 500 km du nord de la fosse des Kouriles jusqu'au golfe d'Alaska, marquant la frontière où deux plaques tectoniques se rencontrent, une zone de subduction où la plaque pacifique passe sous la plaque nord-américaine. Sa largeur est comprise entre 80 et 160 km. Le point le plus profond de la fosse a été mesuré à 7 822 mètres. La pente du versant nord est d'environ 3 - 4° tandis que celle du versant sud est un peu moins marquée (1 - 4°).
L'arc des Aléoutiennes est un arc océanique typique de la plupart des zones de subduction. L'angle de pente de la lithosphère descendante, qui est la plaque Pacifique, sur presque toute la fosse des Aléoutiennes est de 45 degrés.

## Source
- (en) Cet article est partiellement ou en totalité issu de l’article de Wikipédia en anglais intitulé « Aleutian Trench » (voir la liste des auteurs).

1. 1 2 3  Harold W. Murray, « PROFILES OF THE ALEUTIAN TRENCH », Geological Society of America Bulletin, vol. 56, no 7,‎ 1945, p. 757 (ISSN 0016-7606, DOI 10.1130/0016-7606(1945)56[757:POTAT]2.0.CO;2)